# Arta (miasto w Grecji)
Arta (gr. Άρτα) – miasto w północno-zachodniej Grecji, w administracji zdecentralizowanej Epir-Macedonia Zachodnia, w regionie Epir, w jednostce regionalnej Arta. Siedziba gminy Arta. W 2011 roku liczyło 21 895 mieszkańców. Jest znane ze starego mostu położonego na rzece Arachthos.
W przeszłości Arta była jednym z głównych ośrodków Despotatu Epiru.